# پرل (استیون یونیورس)
پرل (به انگلیسی: Pearl) شخصیتی از انیمیشن سریالی استیون یونیورس اثر ربکا شوگر می‌باشد. وی بر پایهٔ گوهرسنگ مروارید ساخته شده‌است؛ وی یک سنگ است، یک موجود بیگانهٔ داستانی که درون یک گوهرسنگ جادویی می‌زید و یک بدن هولوگرافیک را فرا افکنده.